# V250
V250(네덜란드어: V250)(트레니탈리아 ETR 700)은 네덜란드의 고속철도 차량으로, 차량 모델은 이탈리아의 디자인 기업인 피난파라나에서 디자인을 했고 철도 제조 기업인 안살도브레다 (현, 히타치 레일 이탈리아)에서 제작했다. 벨기에 국철과 NS 인터내셔널이 HSL 4, HSL 자위트 노선을 운행하고 있는 피라 등급 열차에 도입하기 위해 도입되었다.

## 개요
2004년에 암스테르담 ~ 브뤼셀, 브레다 노선 및 HSL 자위트, HSL 4 고속철도 노선에 도입하기 위해 NS 인터내셔널, 벨기에 국철이 19편성을 주문했다. 당초 2007년에 도입을 목적을 두고 있으나 2009년에 인도가 연기되었다.

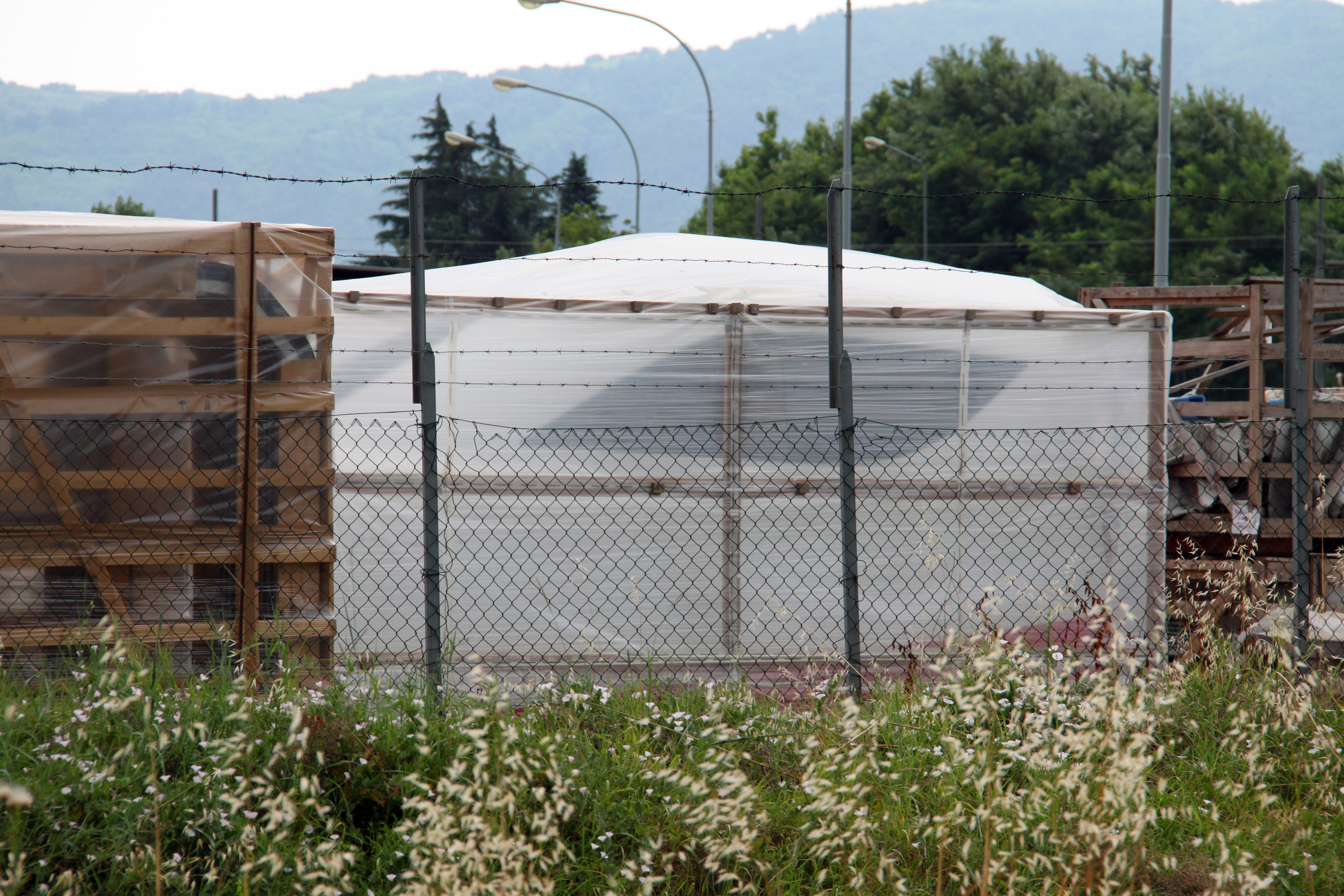
V250 선두부

2009년 3월에 체코에 위치한 벨림에서 최초로 시범 운행에 들어갔다. 같은 해 4월에 아른헴에 인도되었고 암스테르담까지 별도로 견인했다.
한편 NS 인터내셔널은 도입이 지연된 이유는 안전 시스템 문제로 한 동안 정부와 요금 문제를 두고 재협상을 했다.
2009년 7월에 피라 등급 열차 도입을 위해 네덜란드 고속열차 차량 사업소가 위치한 바터르흐라프스메이르에서 최초로 공개되었다. 한편 모든 열차의 경우 2010년까지 도입하는 방이
검토되었다. 그러나 HSL 자위트 노선에 ETCS 신호 시스탬 도입으로 인해 개통이 연기되었다. 그로 인해 같은 해 9월부터 전기기관차 견인으로 운행을 시작했지만 ETCS 신호 시스탬 도입이 지연되면서 도입 시기도 계속 지연되었다.
당시 교통부 장관인 카밀 울링은 네덜란드의 고속철도 노선에서  V250 차량 운행은 2011년 12월까지 운행하지 않을 것이라고 말했다. 2012년 3월부터 최초로 시범
운행에 들어갔다. 같은 해 9월부터 정규 노선에 투입되었다. 당시 암스테르담 ~ 로테르담 구간에 1회 왕복 운행을 시작했다. 같은 해 9월에 벨기에 노선을 도입하기 위해 벨기에 당국에 승인되면서 같은 해 12월에 브뤼셀 노선에 도입되었다.

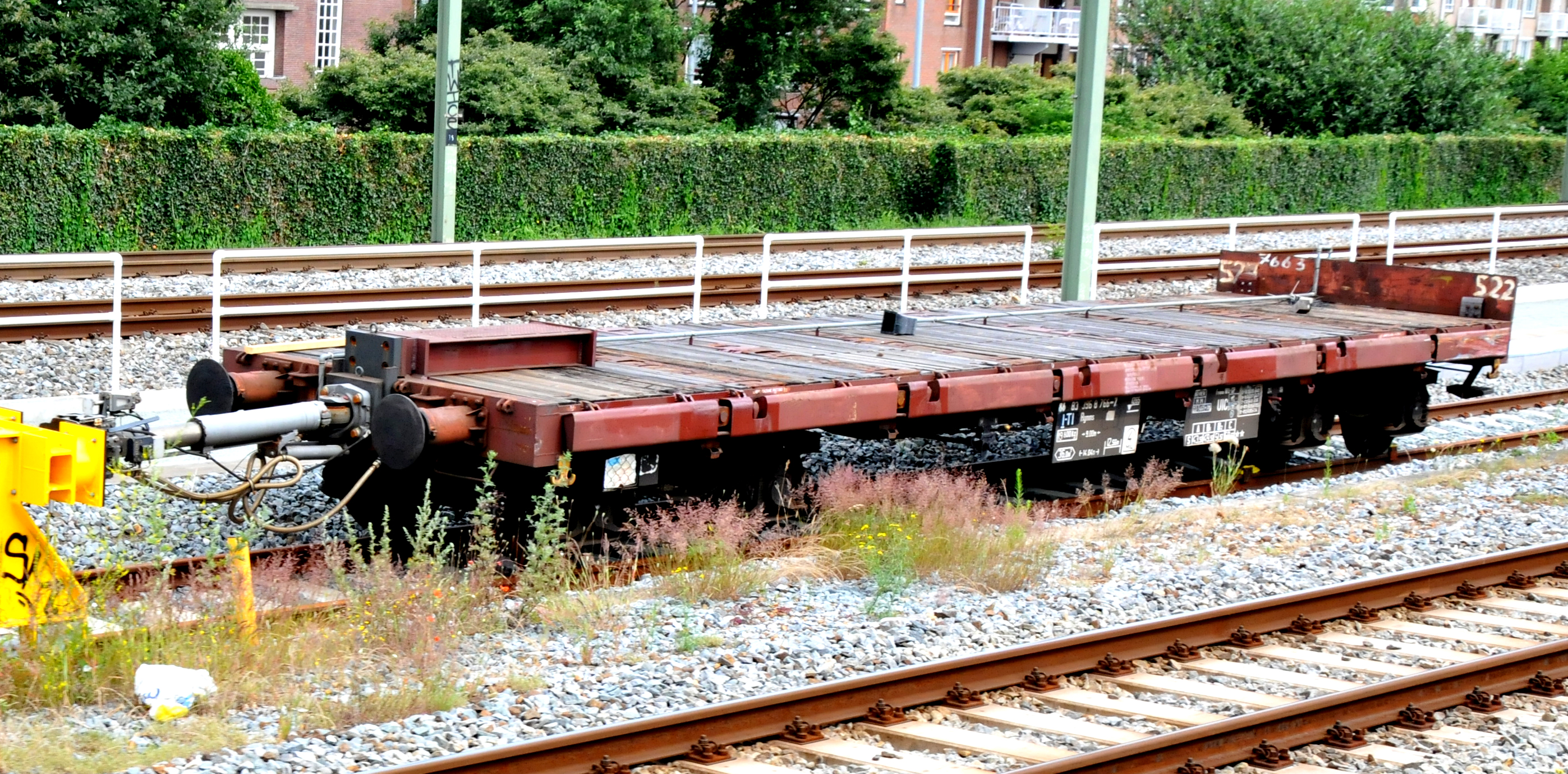
암스테르담에서 V250 모델을 운반하는데 사용했던 화물차

그러나 도입된지 얼마되지 않아 수많은 결함이 발생되었다. 2013년 1월에 안전 문제와 폭설로 운행이 중단되었다. 이후 열차내 결함이 또다시 발생하면서 벨기에 당국은 인증이 취소되었다.
2013년 5월 31일, 벨기에의 철도 기업인 벨기에 국철은 기술적 결함 문제로 인해 피라 프로젝트를 중단하기로 결정되면서 발주된 모든열차 주문을 취소했다.
같은 해 6월, 네덜란드의 철도 기업인 네덜란드 국철은 본 프로젝트를 중단에 이르렀다. 당시 네덜란드 재무부는 안살도브레다로부터 환불을 받을 것이라고 권고했다.
2014년 3월 17일에 1억 2500만 유로를 환불해주는 조건으로 전 편성이 제작사로 반환되었다. 같은 해 5월에 벨기에 국철도 2500만 유로를 환불해주는 조건으로 전량 주문이 취소되었다.
2017년 8월, 이탈리아의 철도 기업인 트렌이탈리아는 고속철도 노선에 도입하기 위해 19편성을 모두 주문했다. 형식명은 ETR 700. 총 17편성이 정규 운행에 투입되며, 나머지 2편성은 부품 취거용으로 사용된다. 2019년 2월부터 시운전이 시작되었으며, 처음 4편성이 동년 6월 9일에 밀라노 첸트랄레역 - 안코나 간 아드리아 철도를 운행하는 고속열차 "프레치아르젠토"에 투입되었으며, 2020년 초반에 레체로의 연장과 함께 나머지 13편성이 투입된다. 처음에는 레 프레체의 중위 등급인 프레차르젠토에 투입되었으나, 2022년에 레 프레체의 등급이 프레치아로사로 일원화되면서, 현재 프레치아로사로 운행 중이다.

## 사진

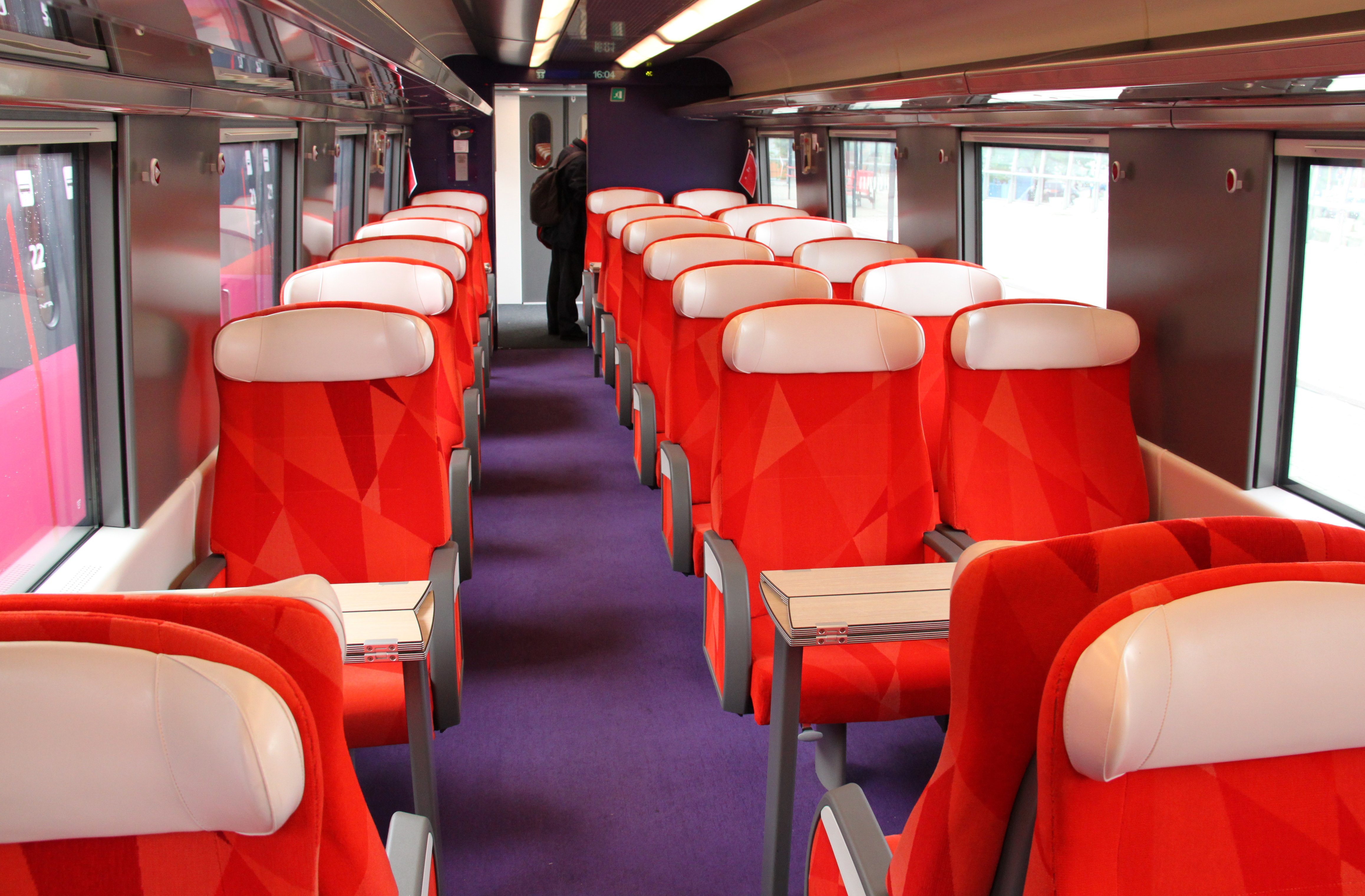
퍼스트 클래스
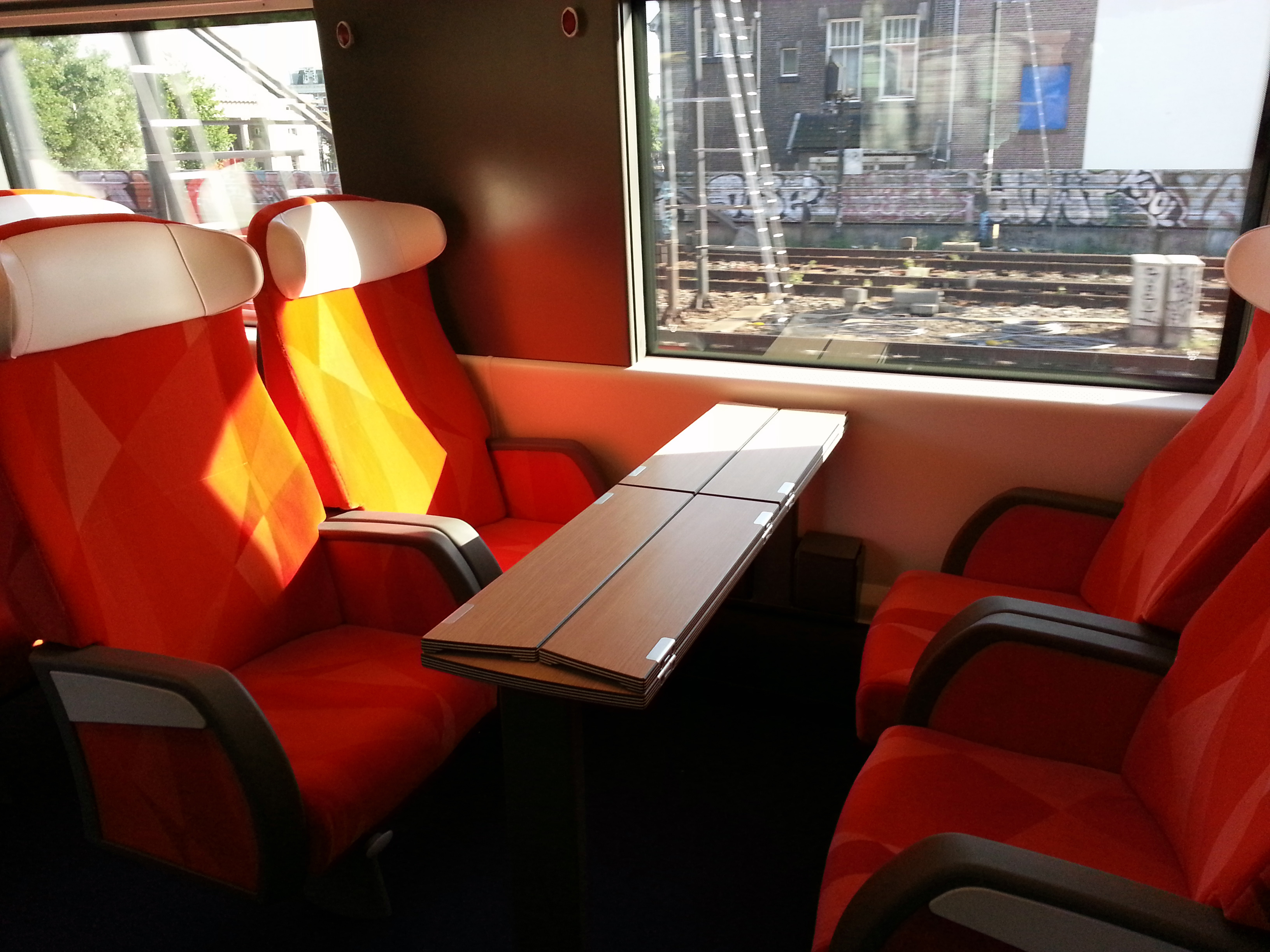
퍼스트 클래스
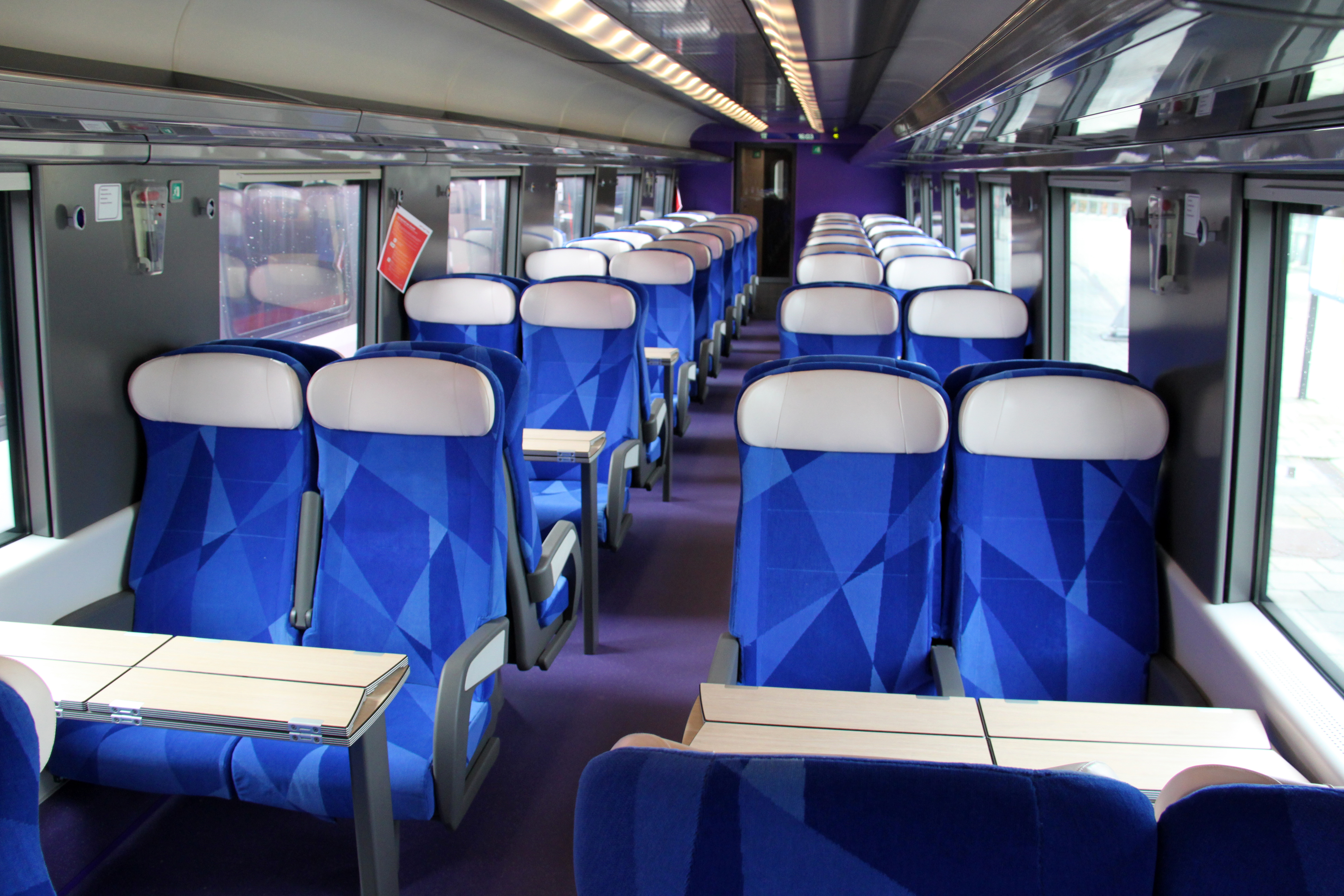
세컨드 클래스
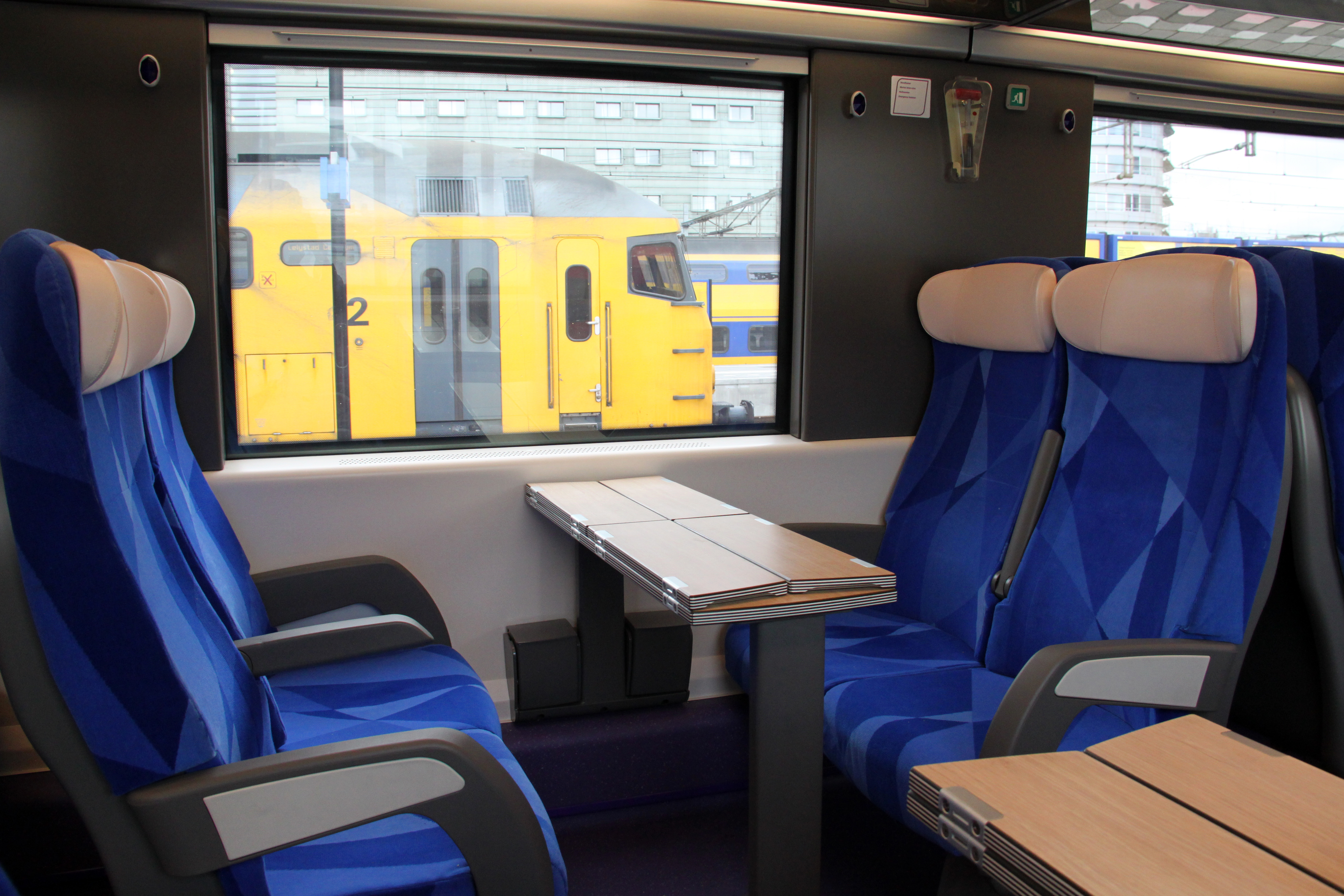
세컨드 클래스
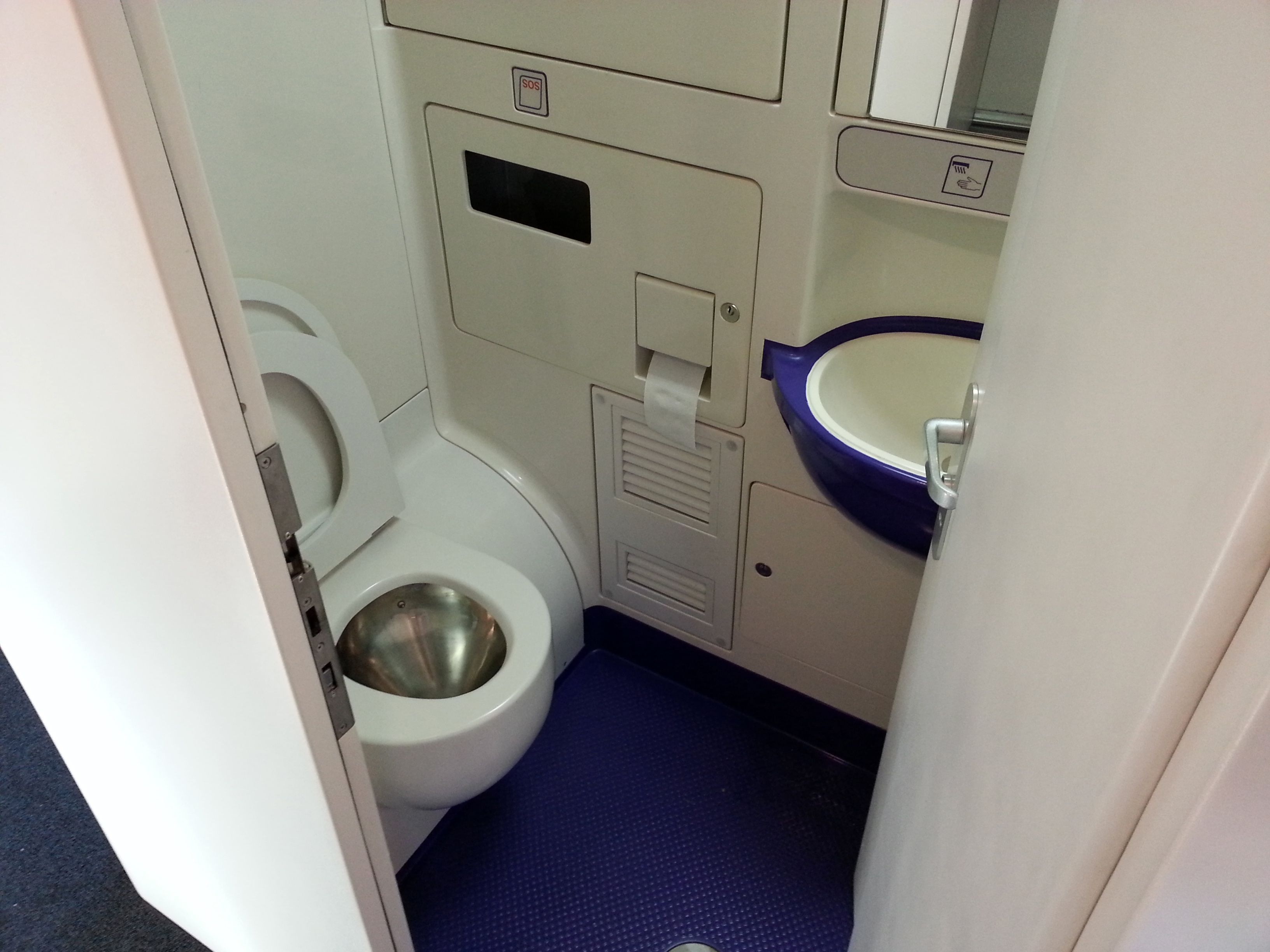
화장실